# 1954년 일본 프로 야구 올스타전
1954년 일본 프로 야구 올스타전은 1954년 7월 3일과 7월 4일에 열린 일본 프로 야구의 올스타전 경기이다.

## 개요
전년도에 3년 연속 일본 시리즈 정상에 오른 요미우리 자이언츠의 미즈하라 시게루 감독이 센트럴 리그 올스타팀을 이끌었고 퍼시픽 리그 3연패를 달성한 난카이 호크스의 야마모토 가즈토 감독이 퍼시픽 리그 올스타팀을 지휘했다. 전년도인 3경기에서 다시 2경기로 축소됐다.
1차전에서는 퍼시픽 올스타팀의 포수 찰리 루이스(마이니치)가 외국인 선수로는 최초로 올스타전에 선발 출전했다. 루이스는 현재에 이르기까지 올스타전에서의 유일한 외국인 포수이다. 경기는 야마우치 가즈히로(마이니치), 후지무라 후미오(오사카), 나카니시 후토시(니시테쓰) 등 간판 타자들의 홈런이 나왔고 2차전에서는 야마우치가 연장 10회에 끝내기 안타를 때려내며 경기를 마무리 지었다.

## 출장 선수
| 센트럴 리그 | 센트럴 리그       | 센트럴 리그 | 센트럴 리그 |
| ----------- | ----------------- | ----------- | ----------- |
| 감독        | 미즈하라 시게루   | 요미우리    |             |
| 코치        | 아마치 슌이치     | 주니치      |             |
| 코치        | 마쓰키 겐지로     | 오사카      |             |
| 투수        | 오토모 다쿠미     | 요미우리    | 3           |
| 투수        | 스기시타 시게루   | 주니치      | 4           |
| 투수        | 벳쇼 다케히코     | 요미우리    | 4           |
| 투수        | 가네다 마사이치   | 고쿠테쓰    | 4           |
| 투수        | 하세가와 료헤이   | 히로시마    | 3           |
| 투수        | 곤도 마사토시     | 요쇼        | 첫 출장     |
| 투수        | 나카오 히로시     | 요미우리    | 3           |
| 투수        | 마쓰야마 노보루   | 히로시마    | 첫 출장     |
| 포수        | 히로타 준         | 요미우리    | 3           |
| 포수        | 노구치 아키라     | 주니치      | 4           |
| 포수        | 도쿠아미 시게루   | 오사카      | 3           |
| 1루수       | 가와카미 데쓰하루 | 요미우리    | 4           |
| 2루수       | 치바 시게루       | 요미우리    | 4           |
| 3루수       | 우노 미쓰오       | 고쿠테쓰    | 2           |
| 유격수      | 요시다 요시오     | 오사카      | 첫 출장     |
| 내야수      | 니시자와 미치오   | 주니치      | 4           |
| 내야수      | 후지무라 후미오   | 오사카      | 4           |
| 내야수      | 히로오카 다쓰로   | 요미우리    | 첫 출장     |
| 내야수      | 시라사카 조에이   | 오사카      | 3           |
| 외야수      | 가네다 마사야스   | 오사카      | 2           |
| 외야수      | 요나미네 가나메   | 요미우리    | 3           |
| 외야수      | 미나미무라 유코   | 요미우리    | 3           |
| 외야수      | 와타나베 히로유키 | 오사카      | 첫 출장     |
| 외야수      | 스기야마 사토시   | 주니치      | 3           |
| 외야수      | 제니무라 겐시     | 히로시마    | 첫 출장     |

| 퍼시픽 리그 | 퍼시픽 리그       | 퍼시픽 리그 | 퍼시픽 리그 |
| ----------- | ----------------- | ----------- | ----------- |
| 감독        | 야마모토 가즈토   | 난카이      |             |
| 코치        | 미하라 오사무     | 니시테쓰    |             |
| 코치        | 후지모토 사다요시 | 다이에이    |             |
| 투수        | 가지모토 다카오   | 한큐        | 첫 출장     |
| 투수        | 아라마키 아쓰시   | 마이니치    | 3           |
| 투수        | 오가미 다케토시   | 난카이      | 첫 출장     |
| 투수        | 유키 스스무       | 난카이      | 4           |
| 투수        | 니시무라 사다아키 | 니시테쓰    | 첫 출장     |
| 투수        | 가와무라 히사후미 | 니시테쓰    | 첫 출장     |
| 투수        | 다나카 후미오     | 긴테쓰      | 첫 출장     |
| 투수        | 요네카와 야스오   | 도큐        | 3           |
| 포수        | C. 루이스         | 마이니치    | 첫 출장     |
| 포수        | 마쓰이 아쓰시     | 난카이      | 2           |
| 포수        | 히비노 다케시     | 니시테쓰    | 첫 출장     |
| 1루수       | 이이다 도쿠지     | 난카이      | 4           |
| 2루수       | 모리시타 마사오   | 난카이      | 첫 출장     |
| 3루수       | 나카니시 후토시   | 니시테쓰    | 2           |
| 유격수      | 기즈카 주스케     | 난카이      | 4           |
| 내야수      | L. 레인스         | 한큐        | 2           |
| 내야수      | 가게야마 가즈오   | 난카이      | 4           |
| 내야수      | 고치 다쿠시       | 다카하시    | 첫 출장     |
| 내야수      | 이이지마 시게야   | 다이에이    | 3           |
| 외야수      | 오시타 히로시     | 니시테쓰    | 4           |
| 외야수      | 야마우치 가즈히로 | 마이니치    | 첫 출장     |
| 외야수      | 벳토 가오루       | 마이니치    | 4           |
| 외야수      | 세키구치 세이지   | 니시테쓰    | 첫 출장     |
| 외야수      | 구사카 다카시     | 긴테쓰      | 첫 출장     |
| 외야수      | 호리이 가즈오     | 난카이      | 3           |

- 굵은 글씨는 팬 투표로 선출된 선수.
  - 나카오(요미우리), 오가미(난카이), 마쓰이(난카이), 히비노(니시테쓰) 등은 2경기 모두 출전 기회가 없었다.[2]

## 올스타전 경기 결과

### 1차전

#### 스코어
| 팀 | 1 | 2 | 3 | 4 | 5 | 6 | 7 | 8 | 9 | R | H | E |
| 센트럴 | 0 | 0 | 0 | 0 | 1 | 0 | 1 | 0 | 0 | 2 | 4 | 1 |
| 퍼시픽 | 0 | 0 | 1 | 0 | 0 | 2 | 0 | 2 | X | 5 | 7 | 4 |
| 승리 투수: 니시무라 사다아키(니시테쓰) 패전 투수: 하세가와 료헤이(히로시마) 홈런: 센트럴 – 후지무라 후미오(오사카·7회 1점) 퍼시픽 – 야마우치 가즈히로(마이니치·3회 1점), 나카니시 후토시(니시테쓰·6회 2점) |   |   |   |   |   |   |   |   |   |   |   |   |

#### 출장 선수
| 센트럴 | 센트럴 | 센트럴            |
| 타순   | 수비   | 선수              |
| ------ | ------ | ----------------- |
| 1      | (중)   | 요나미네 가나메   |
| 2      | (좌)   | 가네다 마사야스   |
| 3      | (우)   | 미나미무라 유코   |
| 4      | (一)   | 가와카미 데쓰하루 |
| 5      | (三)   | 우노 미쓰오       |
| 6      | (二)   | 치바 시게루       |
| 7      | (유)   | 요시다 요시오     |
| 8      | (포)   | 히로타 준         |
| 9      | (투)   | 오토모 다쿠미     |

| 퍼시픽 | 퍼시픽 | 퍼시픽            |
| 타순   | 수비   | 선수              |
| ------ | ------ | ----------------- |
| 1      | (좌)   | 야마우치 가즈히로 |
| 2      | (유)   | 기즈카 주스케     |
| 3      | (三)   | 나카니시 후토시   |
| 4      | (우)   | 오시타 히로시     |
| 5      | (중)   | 벳토 가오루       |
| 6      | (一)   | 이이다 도쿠지     |
| 7      | (포)   | C. 루이스         |
| 8      | (二)   | 모리시타 마사오   |
| 9      | (투)   | 가지모토 다카오   |

#### 수상 선수
MVP
- 나카니시 후토시(니시테쓰)

### 2차전

#### 스코어
| 팀                                                                    | 1 | 2 | 3 | 4 | 5 | 6 | 7 | 8 | 9 | 10 | R | H | E |
| 센트럴                                                                | 0 | 0 | 0 | 0 | 0 | 1 | 0 | 0 | 0 | 0  | 1 | 5 | 0 |
| 퍼시픽                                                                | 0 | 0 | 1 | 0 | 0 | 0 | 0 | 0 | 0 | 1X | 2 | 7 | 0 |
| 승리 투수: 다나카 후미오(긴테쓰) 패전 투수: 가네다 마사이치(고쿠테쓰) |   |   |   |   |   |   |   |   |   |    |   |   |   |

#### 출장 선수
| 센트럴 | 센트럴 | 센트럴            |
| 타순   | 수비   | 선수              |
| ------ | ------ | ----------------- |
| 1      | (중)   | 요나미네 가나메   |
| 2      | (좌)   | 가네다 마사야스   |
| 3      | (우)   | 미나미무라 유코   |
| 4      | (一)   | 가와카미 데쓰하루 |
| 5      | (三)   | 우노 미쓰오       |
| 6      | (二)   | 치바 시게루       |
| 7      | (유)   | 요시다 요시오     |
| 8      | (포)   | 히로타 준         |
| 9      | (투)   | 벳쇼 다케히코     |

| 퍼시픽 | 퍼시픽 | 퍼시픽            |
| 타순   | 수비   | 선수              |
| ------ | ------ | ----------------- |
| 1      | (좌)   | 야마우치 가즈히로 |
| 2      | (유)   | 기즈카 주스케     |
| 3      | (三)   | 나카니시 후토시   |
| 4      | (우)   | 오시타 히로시     |
| 5      | (중)   | 벳토 가오루       |
| 6      | (一)   | 이이다 도쿠지     |
| 7      | (포)   | C. 루이스         |
| 8      | (二)   | 모리시타 마사오   |
| 9      | (투)   | 유키 스스무       |

#### 수상 선수
MVP
- 야마우치 가즈히로(마이니치)

## 같이 보기
- 일본 야구 기구
- 일본 프로 야구 올스타전